# DDR-Skimeisterschaften 1989
Die 41. DDR-Skimeisterschaften fanden vom 31. Januar bis zum 5. Februar 1989 im sächsischen Oberwiesenthal statt.
Ursprünglich sollten die Meisterschaften im thüringischen Brotterode ausgetragen werden. Wegen Schneemangels entschieden sich die Organisatoren kurzfristig, die Wettbewerbe nach Oberwiesenthal zu verlegen.

## Entscheidungen
In elf Entscheidungen, sieben Einzel- und vier Mannschaftswettbewerben, der Nordischen Skidisziplinen Langlauf, Skispringen und Nordische Kombination hatten zirka 160 Starter gemeldet. Durch die Einführung des freien Stils und der internationalen Tendenz zu attraktiveren Wettbewerben gab es einige Programmneuheiten. Bei den Frauen fiel im Langlauf die 5-km-Strecke weg, dafür wurden die 10 km zweimal gelaufen, einmal klassisch, einmal im freien Stil. Das Gleiche geschah bei den Männern für die 15-km-Strecke, dafür fielen die 30 km weg. Bei den Kombinierern wurde erstmals ein Mannschaftssprint durchgeführt.
Die Meisterschaften galten als Gradmesser für die Nominierung zu den Nordischen Skiweltmeisterschaften in Lahti. Die Langstreckenmeisterschaften über 30 km der Frauen und 50 km der Männer wurden am 5. März 1989 im sächsischen Carlsfeld ausgetragen. WM-Starter waren dort aber nicht am Start.

## Langlauf

### Männer

#### 15 km klassischer Stil
Im ersten Laufwettbewerb der Männer setzte sich der Favorit Holger Bauroth klar durch. Sein ärgster Kontrahent, der Oberwiesenthaler Uwe Bellmann, kam hingegen nur auf den fünften Platz. Er machte Trainingsrückstand infolge einer Erkältung dafür verantwortlich.
Datum: Mittwoch, 1. Februar 1989
| Platz | Sportler       | Mannschaft                | Zeit (h) |
| ----- | -------------- | ------------------------- | -------- |
| 1     | Holger Bauroth | ASK Vorwärts Oberhof      | 40:18,08 |
| 2     | Bertram Seidel | SC Traktor Oberwiesenthal | 40:32,1  |
| 3     | Jens Lautner   | SC Traktor Oberwiesenthal | 40:33,0  |
| 4     | Torald Rein    | ASK Vorwärts Oberhof      | 41:06,03 |
| 5     | Uwe Bellmann   | SC Traktor Oberwiesenthal | 41:17,08 |
| 6     | Fiedler        | SC Traktor Oberwiesenthal | 41:22,03 |

#### 15 km freier Stil
Am vierten Wettkampftag absolvierten die Männer die 15 Kilometer nun im freien Stil. Dabei lebte das Rennen vom Duell der beiden besten Läufer, Holger Bauroth und dem wieder genesenen Uwe Bellmann. Der Thüringer hatte am Ende mit zwei Sekunden Vorsprung die Nase vorn. Unter die ersten Sechs kamen noch drei weitere Mannschaftskollegen vom ASK Vorwärts Oberhof.
Datum: Freitag, 3. Februar 1989
| Platz | Sportler       | Mannschaft                | Zeit (h) |
| ----- | -------------- | ------------------------- | -------- |
| 1     | Holger Bauroth | ASK Vorwärts Oberhof      | 35:58,06 |
| 2     | Uwe Bellmann   | SC Traktor Oberwiesenthal | 36:00,06 |
| 3     | Jens Lautner   | SC Traktor Oberwiesenthal | 37:08,06 |
| 4     | Grunwald       | ASK Oberhof               | 37:17,09 |
| 5     | Torald Rein    | ASK Oberhof               | 37:24,01 |
| 6     | Marcel Rein    | ASK Oberhof               | 37:26,00 |

#### 4 × 10-km-Staffel
In der Staffelentscheidung setzten sich die Männer um Holger Bauroth vom ASK Oberhof am Ende klar durch. Allerdings musste Bauroth, der an dritter Stelle lief, erst über zwei Minuten auf die bis dahin führende Konkurrenz gutmachen, um seine Staffel nach vorn zu bringen. Mit drei Titeln war er gemeinsam mit Jens Weißflog überdies erfolgreichster Athlet der Meisterschaften. Auch in der Staffel hielt der freie Stil Einzug, indem nur die ersten zwei Läufer noch klassisch liefen.
Datum: Sonntag, 5. Februar 1989
| Platz | Mannschaft                | Sportler                                     | Zeit (h)   |
| ----- | ------------------------- | -------------------------------------------- | ---------- |
| 1     | ASK Vorwärts Oberhof      | Torald Rein Marcel Rein Holger Bauroth König | 1:42:57,03 |
| 2     | SC Traktor Oberwiesenthal |                                              | 1:43:50,00 |
| 3     | SC Motor Zella-Mehlis     |                                              | 1:46:19,07 |

### Frauen

#### 10 km klassischer Stil
Bei der ersten Laufentscheidung der Frauen gab es eine Überraschungssiegerin. Mit Claudia Bonsack, der Tochter des Rennschlitten-Olympiasiegers Klaus Bonsack, hatten die Experten nicht wirklich gerechnet. Sie gewann am Ende das Rennen mit über einer halben Minute Vorsprung und konnte damit ihren ersten DDR-Meistertitel feiern.
Datum: Mittwoch, 1. Februar 1989
| Platz | Sportler          | Mannschaft                | Zeit (h) |
| ----- | ----------------- | ------------------------- | -------- |
| 1     | Claudia Bonsack   | ASK Vorwärts Oberhof      | 32:05,01 |
| 2     | Silke Meyer       | SC Traktor Oberwiesenthal | 32:43,00 |
| 3     | Göhler            | SC Traktor Oberwiesenthal | 32:43,07 |
| 4     | Susanne Kuhfittig | SC Motor Zella-Mehlis     | 32:45,04 |
| 5     | Wirth             | SC Traktor Oberwiesenthal | 32:51,02 |
| 6     | Gabriele Heß      | ASK Vorwärts Oberhof      | 32:52,02 |

#### 10 km freier Stil
Nach dem Überraschungssieg von Claudia Bonsack über die klassische Distanz konnte diesmal die Oberwiesenthalerin Silke Meyer den Spieß umdrehen und wurde Meisterin im freien Stil. Allerdings war diesmal der Abstand mit neun Sekunden weitaus geringer als noch über die klassische Distanz.
Datum: Freitag, 3. Februar 1989
| Platz | Sportler        | Mannschaft                | Zeit (h) |
| ----- | --------------- | ------------------------- | -------- |
| 1     | Silke Meyer     | SC Traktor Oberwiesenthal | 27:42,5  |
| 2     | Claudia Bonsack | ASK Vorwärts Oberhof      | 27:51,1  |
| 3     | Gabriele Heß    | ASK Vorwärts Oberhof      | 28:02,5  |
| 4     | Sylke Braun     | SC Traktor Oberwiesenthal | 28:14,0  |
| 5     | Kerstin Moring  | ASK Vorwärts Oberhof      | 28:39,8  |
| 6     | Heike Wezel     | SC Dynamo Klingenthal     | 28:52,6  |

#### 4 × 5-km-Staffel
In der Staffel setzte sich am Ende die Oberhofer Mannschaft mit klarem Vorsprung durch. Der SC Traktor Oberwiesenthal musste allerdings auf die erkrankte Sylke Meyer verzichten, die über die 10 Kilometer im freien Stil noch Meisterin geworden war. Wie bei den Männern liefen die die ersten zwei Läuferinnen klassisch, während die letzten zwei Läuferinnen ihre Runde im freien Stil absolvierten.
Datum: Sonntag, 5. Februar 1989
| Platz | Mannschaft                | Sportler                                           | Zeit (h)   |
| ----- | ------------------------- | -------------------------------------------------- | ---------- |
| 1     | ASK Vorwärts Oberhof      | Kerstin Moring Renner Claudia Bonsack Gabriele Heß | 59:30,00   |
| 2     | SC Traktor Oberwiesenthal |                                                    | 59:51,04   |
| 3     | SC Motor Zella-Mehlis     |                                                    | 1:01:39,03 |

## Nordische Kombination

### Einzel
Die Einzelentscheidung der Kombinierer hatte einen sehr wechselhaften Verlauf. Nach dem Springen führte etwas überraschend der Oberhofer Junior Tino Feix. Infektgeschwächt reichte es nach den 15 Kilometer allerdings nur für Rang sieben. Um den Meistertitel entspann sich ein packender Zweikampf zwischen dem Oberwiesenthaler Titelverteidiger Bernd Blechschmidt und dem Klingenthaler Thomas Abratis. Blechschmidt hatte am Start noch 14 Sekunden Rückstand auf Abratis. Diesen hatte er jedoch bald eingeholt und lief lange im Windschatten mit. Im Zielsprint lag Blechschmidt dann knapp vorn. Der Olympiavierte von Calgary, Uwe Prenzel, hatte mit der Entscheidung nichts zu tun.
Datum: Sprunglauf Sonnabend, 4. Februar 1989; 15 km Sonntag, 5. Februar 1989
| Platz | Sportler           | Mannschaft                | Zeit     |
| ----- | ------------------ | ------------------------- | -------- |
| 1     | Bernd Blechschmidt | SC Traktor Oberwiesenthal |          |
| 2     | Thomas Abratis     | SC Dynamo Klingenthal     | + 1 sec  |
| 3     | Jörg Beetz         | SC Motor Zella-Mehlis     | + 59 sec |
| 4     | Ralph Leonhardt    | SC Dynamo Klingenthal     | + 1:31   |
| 5     | Sven Leonhardt     | SC Traktor Oberwiesenthal | + 3:13   |
| 5     | Roß                | SC Motor Zella-Mehlis     | + 3:19   |

### Mannschafts-Sprint
Bei dieser Meisterschaftspremiere bildeten jeweils zwei Athleten ein Team. Neu dabei war, das beide Athleten jeweils fünf Runden à 1,5 Kilometer absolvierten und sich immer abwechselten. Gestartet wurde im Langlauf nach der Gundersen-Methode. Diese Wettbewerbspremiere gewann das Team vom SC Dynamo Klingenthal in souveräner Manier. Die 38 Sekunden Vorsprung nach dem Springen bauten die Vogtländer noch auf 1:31 Minuten Vorsprung am Ende aus.
Datum: Sprunglauf Dienstag, 31. Januar 1989; 15 km Mittwoch, 1. Februar 1989
| Platz | Mannschaft                       | Sportler                       | Rückstand (min) |
| ----- | -------------------------------- | ------------------------------ | --------------- |
| 1     | SC Dynamo Klingenthal            | Ralph Leonhardt Thomas Abratis |                 |
| 2     | ASK Vorwärts Oberhof             | Toralf Jakob Tino Feix         | 1:31            |
| 3     | SC Traktor Oberwiesenthal II     | Tkotsch Sven Leonhardt         | 1:55            |
| 4     | SC Dynamo Klingenthal I/Junioren | Jamrozinski Falk Schwaar       | 3:03            |
| 5     | ASK Vorwärts Oberhof I/Junioren  | Weber Heisig                   | 3:29            |
| 6     | SC Motor Zella-Mehlis            | Jörg Beetz Hopf                | 3:44            |

## Skispringen

### Normalschanze Einzel
Die erste Meisterschaftsentscheidung entschied der Olympiasieger Jens Weißflog vor heimischer Kulisse mit über 14 Punkten Vorsprung klar für sich. Der SC Traktor Oberwiesenthal konnte des Weiteren noch zwei Sportler unter die ersten Sechs bringen. Einen respektablen vierten Platz erreichte der erst 17-jährige Ralph Gebstedt, der die Juniorenwertung damit klar für sich entschied.
Datum: Dienstag, 31. Januar 1989
| Platz | Sportler          | Mannschaft                | Punkte |
| ----- | ----------------- | ------------------------- | ------ |
| 1     | Jens Weißflog     | SC Traktor Oberwiesenthal | 242,6  |
| 2     | Heiko Hunger      | SC Dynamo Klingenthal     | 228,2  |
| 3     | Ulf Findeisen     | SC Traktor Oberwiesenthal | 223,0  |
| 4     | Ralph Gebstedt    | ASK Vorwärts Oberhof      | 214,9  |
| 5     | Ingo Züchner      | SC Traktor Oberwiesenthal | 206,3  |
| 6     | André Kiesewetter | SC Motor Zella-Mehlis     | 203,7  |

### Normalschanze Mannschaft
Bei der einzigen Entscheidung am dritten Wettkampftag gewann die favorisierte Mannschaft des SC Traktor Oberwiesenthal um Olympiasieger Jens Weißflog das Mannschaftsspringen auf der Normalschanze mit deutlichem Vorsprung.
Datum: Donnerstag, 2. Februar 1989
| Platz | Mannschaft                   | Sportler                                               | Punkte  |
| ----- | ---------------------------- | ------------------------------------------------------ | ------- |
| 1     | SC Traktor Oberwiesenthal    | Ingo Züchner Jens Weißflog Guntram Kraus Ulf Findeisen | 635,9   |
| 2     | SC Dynamo Klingenthal        | Mike Arnold René Kummerlöw Heiko Hunger Remo Lederer   | 604,0   |
| 3     | ASK Vorwärts Oberhof         | Branaski Marco Gohlke Ingo Lesser Ralph Gebstedt       | 577,3,0 |
| 4     | SC Motor Zella-Mehlis        |                                                        | 563,6   |
| 5     | SC Traktor Oberwiesenthal II |                                                        | 525,9   |

### Großschanze
Auch beim dritten Sprungwettbewerb konnte der Oberwiesenthaler Jens Weißflog den Meistertitel erringen. Mit Sprüngen von 92,5 und 101 Meter deklassierte er die Konkurrenz, die bis auf Heiko Hunger über Sprünge um die 90 Meter nicht hinauskam. Einzig der Klingenthaler konnte mit 96 Meter im zweiten Durchgang annähernd die Erwartungen erfüllen.
Datum: Sonntag, 5. Februar 1989
| Platz | Sportler      | Mannschaft                | Punkte |
| ----- | ------------- | ------------------------- | ------ |
| 1     | Jens Weißflog | SC Traktor Oberwiesenthal | 220,5  |
| 2     | Heiko Hunger  | SC Dynamo Klingenthal     | 204,5  |
| 3     | Ulf Findeisen | SC Traktor Oberwiesenthal | 201,0  |
| 3     | Ingo Züchner  | SC Traktor Oberwiesenthal | 201,0  |
| 5     | Ingo Lesser   | ASK Vorwärts Oberhof      | 183,5  |
| 6     | Remo Lederer  | SC Dynamo Klingenthal     | 174,5  |

## Medaillenspiegel
Im Wettstreit der vier Wintersportzentren behielten der sächsische SC Traktor Oberwiesenthal die Oberhand. Der ASK Oberhof errang ebenso viele Meistertitel, allerdings fehlten ihm einige Silber- und Bronzemedaillen, um die Sachsen zu überflügeln. Beide Clubs stellten mit Jens Weißflog und Holger Bauroth dreifache DDR-Meister.
| Medaillenspiegel (nach allen 11 Wettbewerben) | Medaillenspiegel (nach allen 11 Wettbewerben) | Medaillenspiegel (nach allen 11 Wettbewerben) | Medaillenspiegel (nach allen 11 Wettbewerben) | Medaillenspiegel (nach allen 11 Wettbewerben) | Medaillenspiegel (nach allen 11 Wettbewerben) |
| Platz                                         | Mannschaft                                    | Gold                                          | Silber                                        | Bronze                                        | Gesamt                                        |
| --------------------------------------------- | --------------------------------------------- | --------------------------------------------- | --------------------------------------------- | --------------------------------------------- | --------------------------------------------- |
| 1                                             | SC Traktor Oberwiesenthal                     | 5                                             | 5                                             | 6                                             | 16                                            |
| 2                                             | ASK Oberhof                                   | 5                                             | 2                                             | 2                                             | 9                                             |
| 3                                             | SC Dynamo Klingenthal                         | 1                                             | 4                                             | 0                                             | 5                                             |
| 4                                             | SC Motor Zella-Mehlis                         | 0                                             | 0                                             | 3                                             | 3                                             |

## WM-Aufgebot
Eine Woche nach den Meisterschaften wurde das Mannschaftsaufgebot für die Nordischen Skiweltmeisterschaften in Lahti bekanntgegeben. Die DDR-Mannschaft gewann einen kompletten Medaillensatz, je einmal Gold, Silber und Bronze.
Spezialsprunglauf
- Jens Weißflog (SC Traktor Oberwiesenthal)
- Ingo Züchner (SC Traktor Oberwiesenthal)
- Heiko Hunger (SC Dynamo Klingenthal)
- Ingo Lesser (ASK Vorwärts Oberhof)

Nordische Kombination
- Bernd Blechschmidt (SC Traktor Oberwiesenthal)
- Thomas Abratis (SC Dynamo Klingenthal)
- Ralph Leonhardt (SC Dynamo Klingenthal)

Langlauf
| Männer - Holger Bauroth (ASK Vorwärts Oberhof) - Torald Rein (ASK Vorwärts Oberhof) - Uwe Bellmann (SC Traktor Oberwiesenthal) - Jens Lautner (SC Traktor Oberwiesenthal) - Bertram Seidel (SC Traktor Oberwiesenthal) | Frauen - Sylke Meyer (SC Traktor Oberwiesenthal) - Silke Braun (SC Traktor Oberwiesenthal) - Susann Kuhfittig (SC Motor Zella-Mehlis) - Claudia Bonsack (ASK Vorwärts Oberhof) - Gabriele Heß (ASK Vorwärts Oberhof) |